# Goryphus flavocinctus
Goryphus flavocinctus là một loài tò vò trong họ Ichneumonidae.